# Aristolochia tripartita
Aristolochia tripartita là một loài thực vật có hoa trong họ Aristolochiaceae. Loài này được Backer mô tả khoa học đầu tiên năm 1920.